# 目白
目白（めじろ）は、東京都豊島区の町名。現行行政地名は目白一丁目から目白五丁目。住居表示実施済区域。

## 地理
豊島区南部に位置する。同区長崎、南長崎、西池袋、南池袋、雑司が谷、高田、新宿区高田馬場、下落合と接している。東日本旅客鉄道（JR東日本）の山手線目白駅を中心とする。

### 概要
巷間で言われる「目白」のイメージは、由緒ある高級住宅街で、一丁目（目白駅東側）のほとんどを占める学習院大学および三丁目に所在する尾張徳川家由来の『徳川黎明館』『徳川ビレッジ』、さらには隣接する新宿区下落合の歴史的背景に依拠するところが大きい。文教地域として知られ、近接する目白台と共に幼児教育の私塾が数多く存在する。山手線の駅が位置しているにもかかわらず、殆どが住宅地であり商業施設や娯楽施設はほとんどない。
目白一丁目の大部分を学習院大学キャンパス（学習院大学、学習院中・高等科）が占める。また、目白通りを挟んで学習院向かい側の二丁目には、川村学園、目白小学校がある。三～五丁目は目白通りを挟んで新宿区下落合と隣接している。
豊島区目白と田中角栄元首相→田中眞紀子私邸や日本女子大学の所在する文京区目白台は異なる街だが、混同されることが多い。もっとも、両者とも元来目白不動尊の一帯の台地を「目白台」と呼称してきたことから生まれた地名であり、雑司が谷を挟んで近接している。
かつての競馬界の名門であったメジロ牧場の名称は、北野豊吉が創業した親会社の北野建設が当地に所在する事に由来する。

### 汎称地名
汎称地名としての「目白」は新宿区下落合も「目白」と呼ばれることがあり、椎名町や西池袋といった目白からかなり離れた地域でも集合住宅名に目白を冠したものが存在する。
このうち新宿区下落合三丁目は明治時代に近衛氏、水上氏、相馬氏の旧華族の大邸宅が建ち、その後一般に分譲された現在の下落合二～四丁目に大正時代、箱根土地株式会社（後のコクド、現在は解散）が開発・分譲した「目白文化村」である。50年以上住んでいる目白住民は「目白が丘」と呼ばれる「高台」部分を「目白」と認識しており、実際の下落合駅付近や中井駅付近は、その「高台」からはずっと離れておりなおかつそれらの駅自体は「高台」より下にあるため、目白としての認識度は薄い。
近隣の文京区目白台や新宿区下落合が、その「高台」部分でありそれを総称して「目白」と呼ばれることが多い。具体的には、キリスト教の教会である目白聖公会は、豊島区の目白ではなく、新宿区下落合にあるが、最寄り駅は目白駅であるため、そのような名称とされている。クリスマスには目白聖公会の敬虔な信徒により目白駅前でクリスマスキャロルを歌う「キャロリング」を行うのが恒例行事となっている。

### 地価
住宅地の地価は、2025年（令和7年）1月1日の公示地価によれば、目白2-36-16の地点で107万円/m2、目白4-19-29の地点で112万円/m2となっている。

## 歴史
もともとは北豊島郡長崎町、高田町、雑司ヶ谷町、巣鴨町の各一部。長崎町は長崎村だった1871年に浦和県（現埼玉県）から東京府に編入されている。4町は1932年に東京市に編入され、豊島区の一部となる。このとき高田町、雑司ヶ谷町、巣鴨町の各一部をもって目白町が起立。1966年住居表示の実施に伴い、現行の目白一丁目～目白五丁目が成立。このとき椎名町1丁目が併合されるなど範囲に若干の異動があった。

### 地名の由来
五色不動の一つ、目白不動に因む。

## 世帯数と人口
2023年（令和5年）1月1日現在（東京都発表）の世帯数と人口は以下の通りである。
| 丁目       | 世帯数    | 人口     |
| ---------- | --------- | -------- |
| 目白一丁目 | 597世帯   | 1,344人  |
| 目白二丁目 | 2,132世帯 | 3,687人  |
| 目白三丁目 | 1,453世帯 | 2,478人  |
| 目白四丁目 | 2,011世帯 | 3,615人  |
| 目白五丁目 | 2,117世帯 | 3,443人  |
| 計         | 8,310世帯 | 14,567人 |

### 人口の変遷
国勢調査による人口の推移。
| 年                 | 人口   |
| ------------------ | ------ |
| 1995年（平成7年）  | 11,923 |
| 2000年（平成12年） | 12,329 |
| 2005年（平成17年） | 12,517 |
| 2010年（平成22年） | 14,345 |
| 2015年（平成27年） | 14,433 |
| 2020年（令和2年）  | 15,190 |

### 世帯数の変遷
国勢調査による世帯数の推移。
| 年                 | 世帯数 |
| ------------------ | ------ |
| 1995年（平成7年）  | 6,051  |
| 2000年（平成12年） | 6,589  |
| 2005年（平成17年） | 7,129  |
| 2010年（平成22年） | 7,960  |
| 2015年（平成27年） | 8,131  |
| 2020年（令和2年）  | 8,591  |

## 学区
区立小・中学校に通う場合、学区は以下の通りとなる（2017年12月現在）。なお、豊島区の小・中学校では学校選択制度を導入しており、以下の指定校に隣接している通学区域の学校も選択することが可能。
| 丁目       | 番地                     | 小学校                 | 中学校                 |
| ---------- | ------------------------ | ---------------------- | ---------------------- |
| 目白一丁目 | 全域                     | 豊島区立目白小学校     | 豊島区立千登世橋中学校 |
| 目白二丁目 | 全域                     | 豊島区立目白小学校     | 豊島区立千登世橋中学校 |
| 目白三丁目 | 全域                     | 豊島区立目白小学校     | 豊島区立千登世橋中学校 |
| 目白四丁目 | 1〜4番 15〜25番 32〜36番 | 豊島区立目白小学校     | 豊島区立千登世橋中学校 |
| 目白四丁目 | 5〜14番 26〜31番         | 豊島区立富士見台小学校 | 豊島区立西池袋中学校   |
| 目白五丁目 | 全域                     | 豊島区立富士見台小学校 | 豊島区立西池袋中学校   |

## 交通

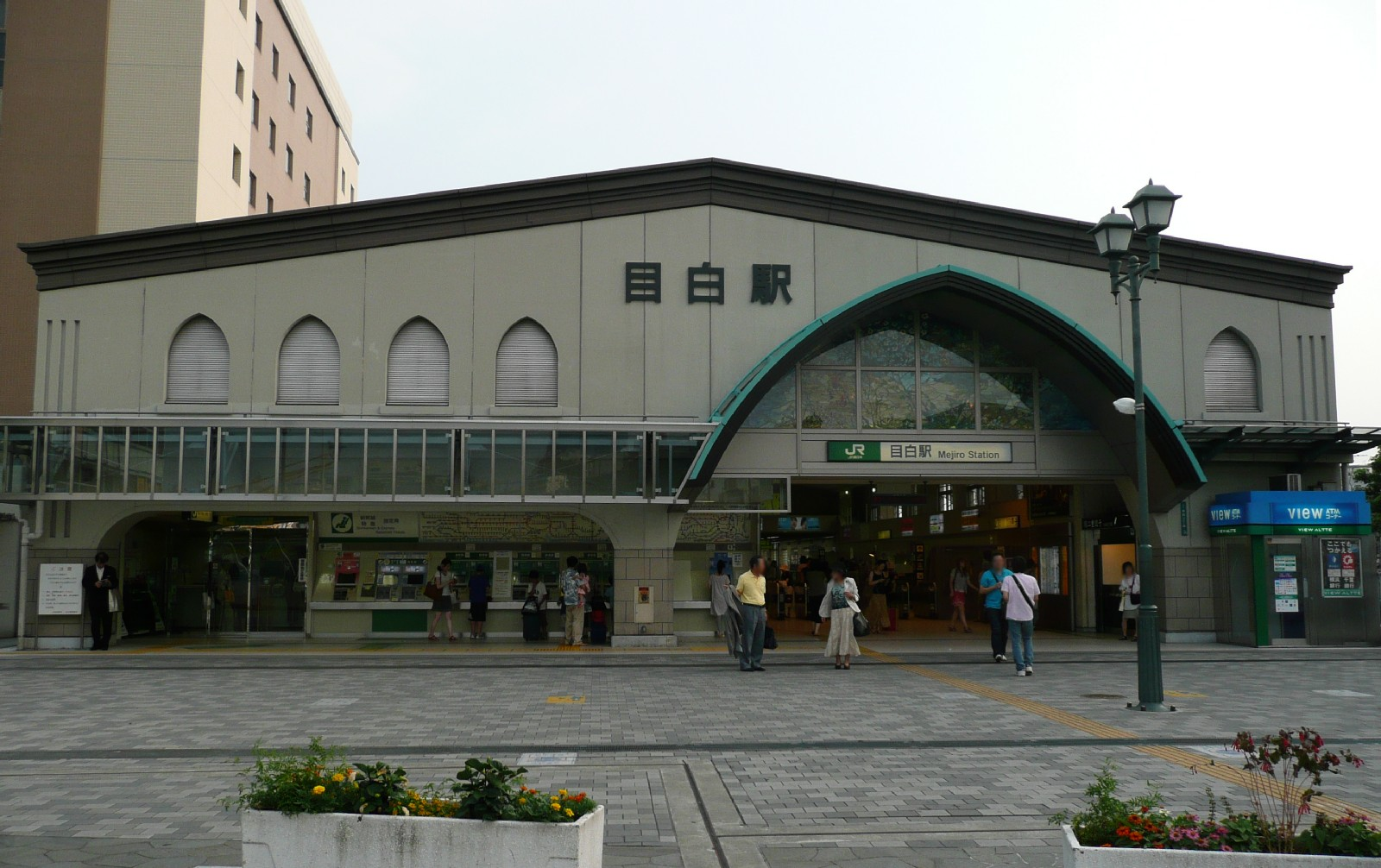
JR目白駅

### 鉄道
| 街区内の駅               |
| ------------------------ |
| JR山手線 - 目白駅(SS 03) |

### 路線バス
- 目白警察署前停留所
  - 池65系統 - 練馬車庫前行、江古田二丁目行、池袋駅東口行（都営バス）
  - 白61系統 - 練馬車庫前行、新宿駅西口行（都営バス）
  - 宿20、宿20-1系統 - 池袋駅東口行、目白五丁目行、新宿駅西口行（西武バス）
- 目白駅前停留所
  - 池65系統 - 練馬車庫前行、江古田二丁目行、池袋駅東口行（都営バス）
  - 白61系統 - 練馬車庫前行、新宿駅西口行（都営バス）
  - 学05系統 - 日本女子大前行（直通）（都営バス）
  - 宿20、宿20-1系統 - 池袋駅東口行、目白五丁目行、新宿駅西口行（西武バス）
- 目白五丁目停留所
  - 池65系統 - 練馬車庫前行、江古田二丁目行、池袋駅東口行（都営バス）
  - 白61系統 - 練馬車庫前行、新宿駅西口行（都営バス）
  - 池11系統 - 池袋駅西口行、中野駅北口行（国際興業バス、関東バス）
  - 宿02系統 - 新宿駅西口行、丸山営業所行（関東バス）
  - 宿20、宿20-1系統 - 池袋駅東口行、新宿駅西口行（西武バス）
- 椎名町駅南口停留所（国際興業バス、関東バス）
  - 池11系統 - 池袋駅西口行、中野駅北口行

### 道路
- 明治通り
- 目白通り - 大学キャンパスに接しているが学生街は形成されていない。
- 山手通り
- 新目白通り - 目白通りのバイパスとして建設された放射7号線を指す。通称『十三間通り』。目白の近くを通るが、目白には接しない。

## 事業所
2021年（令和3年）現在の経済センサス調査による事業所数と従業員数は以下の通りである。
| 丁目       | 事業所数  | 従業員数 |
| ---------- | --------- | -------- |
| 目白一丁目 | 54事業所  | 3,336人  |
| 目白二丁目 | 162事業所 | 2,401人  |
| 目白三丁目 | 264事業所 | 2,103人  |
| 目白四丁目 | 63事業所  | 380人    |
| 目白五丁目 | 88事業所  | 592人    |
| 計         | 631事業所 | 8,812人  |

### 事業者数の変遷
経済センサスによる事業所数の推移。
| 年                 | 事業者数 |
| ------------------ | -------- |
| 2016年（平成28年） | 579      |
| 2021年（令和3年）  | 631      |

### 従業員数の変遷
経済センサスによる従業員数の推移。
| 年                 | 従業員数 |
| ------------------ | -------- |
| 2016年（平成28年） | 8,760    |
| 2021年（令和3年）  | 8,812    |

## 施設

### 目白一丁目
- 学校法人学習院
  - 学習院幼稚園
  - 学習院中・高等科
  - 学習院大学
- 豊島区立千登世橋中学校
- デサント東京オフィス
- 千登世橋

### 目白二丁目
- 東京消防庁豊島消防署目白出張所
- 目白警察署
- 豊島区立目白小学校
- 学校法人川村学園
  - 川村幼稚園
  - 川村小学校
  - 川村中学校・高等学校
- 豊島区立目白第二保育園
- 全商連会館

### 目白三丁目
- ホテルメッツ目白
- リッチモンドホテル東京目白
- 三井住友銀行目白支店
- りそな銀行池袋支店目白出張所
- 切手の博物館
- 徳川黎明会
- 赤堀栄養専門学校
- 草苑保育専門学校
  - 草苑幼稚園
- 河合ニットデザイン専門学校
- 目白庭園（赤鳥庵）

### 目白四丁目
- 目白第一区民集会室
- 豊島区立目白図書館
- 目白の森

### 目白五丁目
- 心身障害者福祉センター
- 豊島区立目白第一保育園
- 愛心幼稚園
- 日本外国語専門学校目白新館
- 東京心理音楽療法福祉専門学校
- 目白天祖神社

## 出身・ゆかりのある人物
- 瀬田吉郎（日本ホビー企画社長、地主、税理士）[15]

## その他

### 日本郵便
- 郵便番号 : 171-0031[3]（集配局 : 豊島郵便局[16]）。